# Heqet Corona
Heqet Corona est une corona, formation géologique en forme de couronne, située sur la planète Vénus par 7° N et 169,5° E. Elle est localisée dans le quadrangle de Rusalka Planitia. Elle a été nommée en référence à Heqet, déesse égyptienne de la fertilité. 

## Géographie et géologie
Heqet Corona couvre une surface circulaire d'environ 250 km de diamètre. 